# Bartramia longicauda
Bartramia longicauda là một loài chim trong họ Scolopacidae.

## Hình ảnh

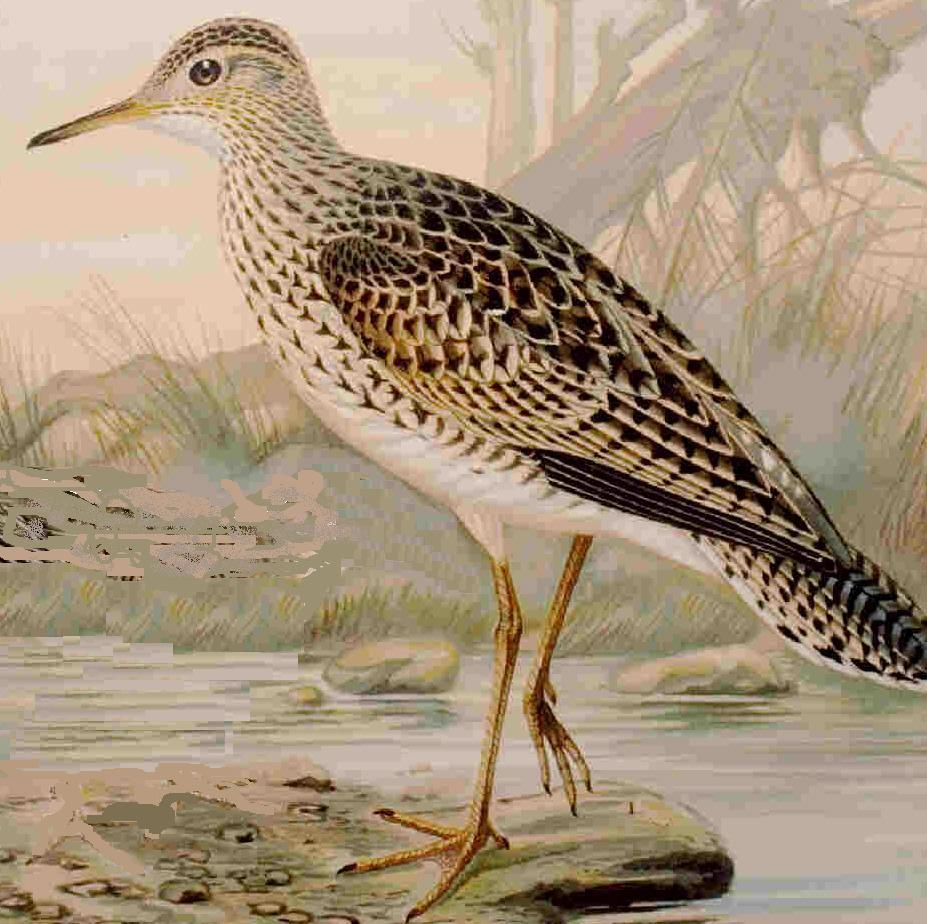
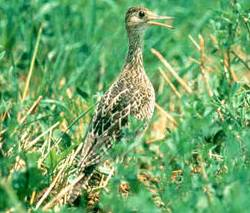
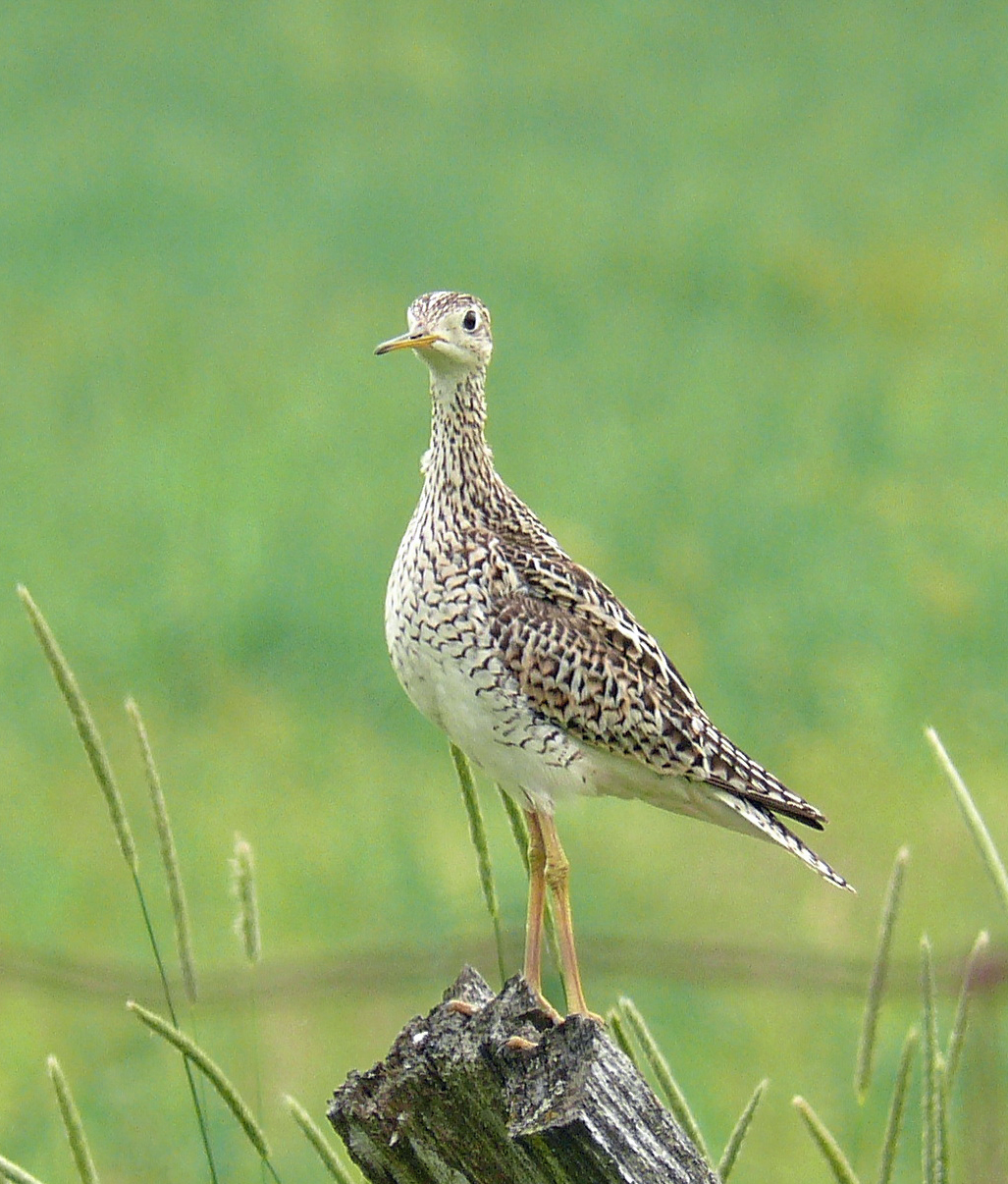
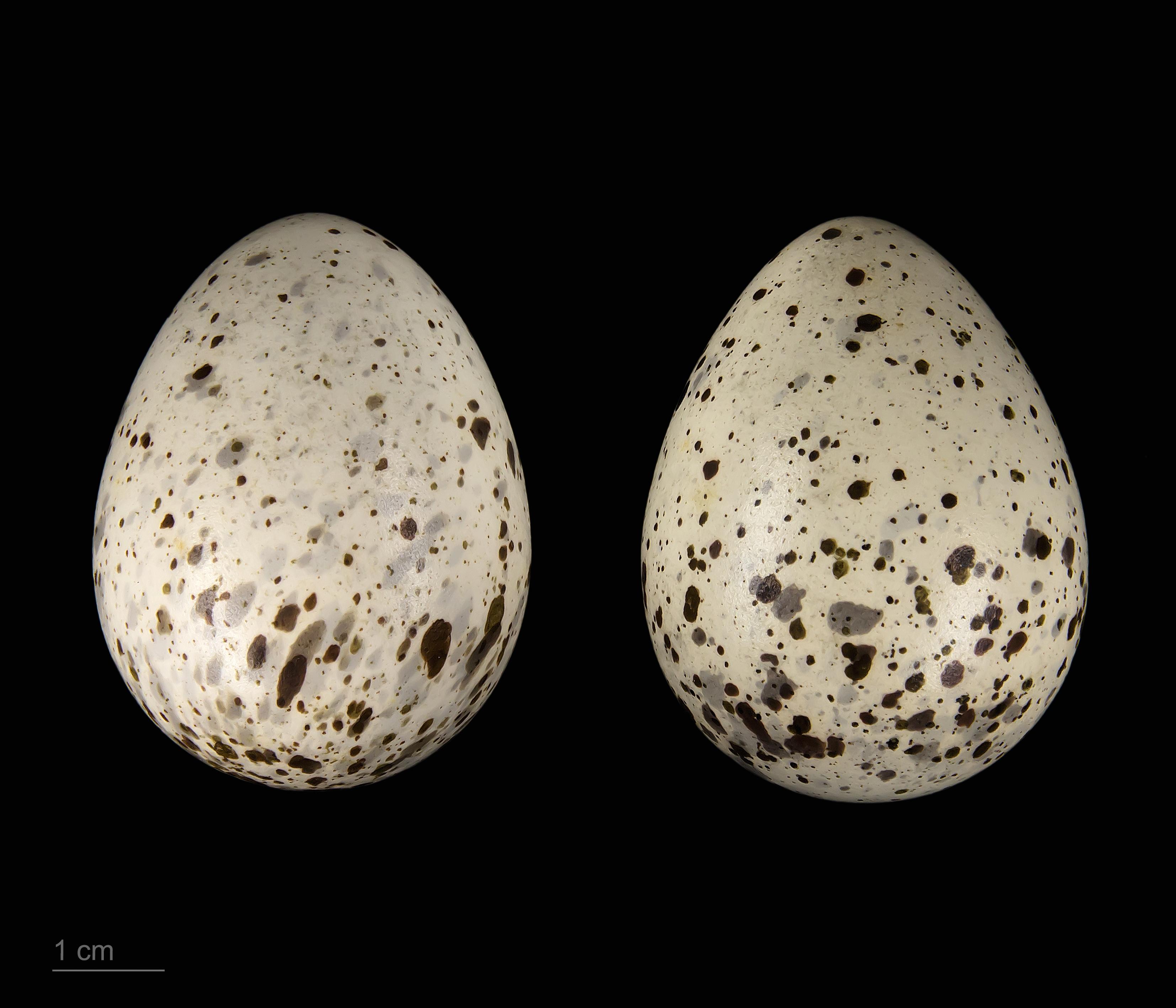
Museum specimen